# Ramulus interdentatus
Ramulus interdentatus är en insektsart som först beskrevs av Chen, S.C. 1999.  Ramulus interdentatus ingår i släktet Ramulus och familjen Phasmatidae. Inga underarter finns listade i Catalogue of Life.